# Condado de Bochnia
Nota linguística: Não confundir hrabstwo (condado) com powiat (divisão administrativa)..
Bochnia (polaco: powiat bocheński) é um powiat (condado) da Polónia, na voivodia de Pequena Polónia. A sede do condado é a cidade de Bochnia. Estende-se por uma área de 649,28 km², com 100 160 habitantes, segundo os censos de 2005, com uma densidade 154,26 hab/km².

## Divisões admistrativas
O condado possui:
Comunas urbanas: Bochnia
Comunas urbana-rurais: Nowy Wiśnicz
Comunas rurais: Bochnia, Drwinia, Lipnica Murowana, Łapanów, Rzezawa, Trzciana, Żegocina
Cidades: Bochnia, Nowy Wiśnicz

## Demografia
População (dados de 30 de Junho de 2005):
|          | Total   | Total | Mulheres | Mulheres | Homens  | Homens |
| -------- | ------- | ----- | -------- | -------- | ------- | ------ |
|          | pessoas | %     | pessoas  | %        | pessoas | %      |
| Total    | 100 160 | 100   | 51 020   | 50,9     | 49 140  | 49,1   |
| Cidades  | 32 275  | 100   | 16 842   | 52,2     | 15 433  | 47,8   |
| Povoados | 67 885  | 100   | 34 178   | 50,3     | 33 707  | 49,7   |